# Eddie Robinson (cestista)
Eddie B. Robinson jr. (Flint, 19 aprile 1976) è un ex cestista statunitense, professionista nella NBA.

## Carriera
Uscito nel 1999 dalla University of Central Oklahoma, ha debuttato in NBA con la canotta degli Charlotte Hornets. Due anni dopo si trasferisce ai Chicago Bulls, dove al primo anno segna 9 punti a partita (sua miglior media in NBA) in 22,5 minuti a disposizione. Nel 2004 riceve un buyout dalla dirigenza dei Bulls, che rinunciano ai restanti due anni di contratto: da lì in poi Robinson non troverà più spazio in NBA. Nei suoi primi tre anni da professionista aveva saltato 102 gare per via di infortuni e contrasti con l'allenatore.
Nel 2006 passa agli Idaho Stampede nella lega di sviluppo D-League, mentre nel 2008 è stato scelto dagli Albuquerque Thunderbirds (sempre in D-League) ma non ha ottenuto un contratto.
Nel settembre 2011 torna a giocare firmando un contratto con gli Halifax Rainmen, squadra della lega canadese NBL.